# Oralia Viramontes de la Mora
Oralia Estela Viramontes de la Mora (Rioverde, San Luis Potosí, 1938) es una arquitecta y política mexicana, que fue miembro del Partido Revolucionario Institucional (PRI) y del Partido de la Revolución Democrática (PRD). Fue diputada federal de 1982 a 1985.

## Biografía
Nació en la ciudad de Rioverde, San Luis Potosí, en donde su padre el general Salvador Viramontes Córdova se encontraba destinado combatiendo a la rebelión de Saturnino Cedillo. Posteriormente su familia se trasladó a residir a las ciudades de Monterrey, Reynosa y Chihuahua, finalmente llegó a residir en Guadalajara de forma definitiva a los cinco años de edad.
Realizó sus estudios de primaria a preparatoria en colegios católicos, y finalmente se graduó como arquitecta en la Universidad Autónoma de Guadalajara. Junto con el ejercicio de su profesión se dedicó a la docencia en la entonces Universidad Femenina de Guadalajara.
Ingresó en la actividad política en el PRI a invitación de Guillermo Reyes Robles que al ser elegido presidente municipal de Guadalajara para el periodo de 1976 a 1979 y quien la nombra directora de la Unidad Administrativa Prisciliano Sánchez en la colonia Oblatos, donde se dedica a la implementar programas de participación ciudadana en las colonias marginadas de la ciudad. En 1979 fue elegida regidora al ayuntamiento de Guadalajara presidido por Arnulfo Villaseñor Saavedra y en donde integró comisiones como alumbrado, agua potable o drenaje, así como continuó su activismo en las colonias.
Antes de concluir dicho cargo y por impulso del gobernador jalisciense Flavio Romero de Velasco, fue postulada candidata del PRI y elegida diputada federal por el Distrito 13 de Jalisco a la LII Legislatura que concluiría en 1985. Durante su ejercicio en dicha legislativa comenzó a enfrentarse con la nueva ideología neoliberal que comenzaba a ser dominante en el PRI impulsada por el nuevo gobierno de Miguel de la Madrid y que terminó rechazando públicamente, anunciando su alejamiento del PRI al concluir su legislatura en 1986.
Tras ello, en 1987 se integró en la Corriente Democrática del PRI y junto con ella rompió definitivamente con el partido y fue postulada en 1988 por el Partido Popular Socialista y el Partido del Frente Cardenista de Reconstrucción Nacional a diputada federal por el Distrito 14 de Jalisco en las Elecciones de 1988, pero no logró el triunfo que correspondió al candidato del PAN José Manuel Martínez Aguirre.
Tras ello ingresó al PRD, donde integró el comité estatal en Jalisco y luego fue candidata a diputada local plurinominal a la LIII Legislatura pero no fue elegida. Tras esto renunció a su militancia en el PRD y se dedicó a la docencia en la Universidad del Valle de Atemajac (UNIVA).